# Кикути, Аяка
Аяка Кикути (яп. 菊池 彩花 Кикути Аяка, род. 28 июня 1987 года) — японская конькобежка, чемпионка мира в командной гонке (2015). Участница зимних Олимпийских игр 2014 и чемпионка зимних Олимпийских игр 2018 года. Многократная чемпионка Японии на отдельных дистанциях и в многоборье.

## Биография
Аяка Кикути начала кататься на коньках в возрасте 3-х лет под влиянием её сестёр. В семье Кикути пять сестёр, её старшая сестра работает парикмахером, Сумирэ выступает в конькобежном спорте, а две другие сестры: Юки и Моэми занимаются шорт-треком.  В старших классах она ездила на спортивном велосипеде в школу 3 с половиной часа туда и обратно. После окончания средней школы Саку Нагасей Аяка присоединилась к команде "Fuji Express Co., Ltd" в 2006 году.
В возрасте 14 лет она заняла 3-е место на 22-м чемпионате средней школы. В 2010 году Аяка впервые выиграла чемпионат Японии в классическом многоборье и попала в национальную сборную. В сезоне 2010/11 дебютировала на Кубке мира и в январе 2011 года заняла 3-е место на дистанции 3000 м, 5000 м и в многоборье на чемпионате Азии в Харбине. На чемпионате мира в классическом многоборье заняла 22-е место. 
В 2012 году она стала 2-й в многоборье на чемпионате Азии в Астане и финишировала 19-й на чемпионате мира в Москве. Аяка прошла олимпийский отбор на дистанции 1500 м и квалифицировалась на олимпиаду. В феврале 2014 года на зимних Олимпийских играх в Сочи заняла 31-е место на дистанции 1500 м и 4-е в командной гонке. 
В 2015 году Аяка Кикути выиграла командную гонку вместе с партнёршами на чемпионате мира на отдельных дистанциях в Херенвене, впервые выиграв золотую медаль чемпионата мира, она также заняла 12-е места на дистанциях 1500 м и 3000 м. В марте на чемпионате мира в Астане заняла 16-е место в спринтерском многоборье, и 13-е место на чемпионате мира в Калгари.
В 2016 году она в очередной раз выиграла чемпионат Японии в классическом многоборье, после чего заняла 16-е места в забегах на 1000 и 1500 м на чемпионате мира в Коломне и 8-е в многоборье на чемпионате мира в Берлине. В мае 2016 года она получила тяжёлую травму правой ноги и пропустила почти весь сезон 2016/17.
В феврале 2018 года Аяка участвовала на своих вторых зимних Олимпийских играх в Пхёнчхане и 21 февраля в составе Михо Такаги, Наны Такаги и Аяно Сато завоевала золотую медаль в командной гонке преследования с олимпийским рекордом 2:53,89 секунды. Раннее на дистанции 1500 м заняла 16-е место и на 3000 м заняла 19-е место.
После игр заняла 7-е место в классическом многоборье на чемпионате мира в Амстердаме. В апреле 2018 года она объявила о завершении карьеры.

## Карьера тренера
26 апреля на Совете директоров Федерации конькобежного спорта Японии была утверждена на должность помощника тренера Национальной сборной по конькобежному спорту. После ухода из спорта она работала тренером в Федерации фигурного катания Японии и конькобежном клубе Fujikyu, а также комментатором на Олимпийских играх 2022 года в Пекине.

## Личная жизнь
Аяка Кикути 23 октября 2018 года вышла замуж за Кэйитиро Нагасиму, олимпийского чемпиона по конькобежному спорту. Она любит слушать музыку, играть в гольф. Её мать, Хацуэ Кикути, также участвовала в национальном соревнования по конькобежному спорту в средней школе, а отец Такехико был мэром Маэмуры.